# Ишалино (озеро)
Ишалино — пресноводное озеро в Аргаяшском районе Челябинской области России. Гидрологический памятник природы. Озеро находится в 37 км к западу от Челябинска, в 1,5 км от посёлка Ишалино.

## Физико-географическая характеристика
Длина — 1,1 км, ширина — 1,1 км, площадь зеркала — 3,9 км². Высота над уровнем моря составляет 235,00 м.
Озеро имеет округлую форму, дно озера неровное. Берега во многих местах обрывистые. Прибрежная зона неразвита, во многих местах сразу от берега наблюдается резкое нарастание глубины. Озеро очень хорошо прогревается из-за скрытости от ветров и достаточно небольших размеров.

## Флора и фауна
Обитают рыбы: карась, щука, окунь, чебак, язь. А также земноводные (лягушки), и пресмыкающиеся: уж, гадюка обыкновенная.